# چاغلایان‌جریت
چاغلایان‌جریت (به ترکی استانبولی: Çağlayancerit) شهری است در کشور ترکیه که در استان قهرمان مرعش واقع شده‌است. جمعیت این شهر بر اساس سرشماری سال ۲۰۰۸ میلادی ۱۲٬۵۷۲ نفر و بر اساس برآوردهای سال ۲۰۰۹ میلادی ۱۲٬۶۹۰ نفر می‌باشد.